# FILMOGRAPHY 2001-2005
『FILMOGRAPHY 2001-2005』（フィルモグラフィー・2001-2005）は、日本の女性歌手・安室奈美恵の5作目のビデオ・クリップ集である。2005年12月7日発売。発売元はavex trax。

## 解説
2001年に発売された「Say the word」から2005年に発売された「White Light」までの12曲のビデオ・クリップを収録。
「lovin' it」（NAMIE AMURO & VERBAL名義）、「Wishing On The Same Star (First Edit)」、「Did U」、「the SPEED STAR」は本作に収録されていない。

## 収録曲
1. White Light (instrumental) (0:34)
チャプターメニューのBGM。
2. Say the word (4:34)
  - ディレクター：武藤真志 / 振付：Yumeko（FLY GIRLS）
3. I WILL (6:42)
  - ディレクター：武藤真志
4. Wishing On The Same Star (4:53)
  - ディレクター：武藤真志
5. shine more (3:55)
  - ディレクター：UGICHIN / 振付：Warner
6. Put 'Em Up (4:03)
  - ディレクター：UGICHIN / 振付：Warner
7. SO CRAZY (4:34)
  - ディレクター：武藤真志 / 振付：Warner
8. ALARM (4:22)
  - ディレクター：UGICHIN / 振付：Warner
9. ALL FOR YOU (5:58)
  - ディレクター：武藤真志
10. GIRL TALK (4:25)
  - ディレクター：UGICHIN / 振付：CHIHARU（TRF）
11. WANT ME, WANT ME (3:12)
  - ディレクター：武藤真志 / 振付：Warner
12. WoWa (4:15)
  - ディレクター：武藤真志 / 振付：KEN（DA PUMP）
13. White Light (5:32)
  - ディレクター：武藤真志